# Marxa Gràcia-Montserrat
La Marxa Gràcia-Montserrat és una caminada de resistència no competitiva organitzada per la Unió Excursionista de Catalunya de Gràcia, que forma part del Circuit Català de Caminades de Resistència (CCCR) de la Federació d'Entitats Excursionistes de Catalunya (FEEC).
La 'Marxa Gràcia-Montserrat' té com a objectiu aconseguir fer el recorregut que separa la plaça de la Vila de Gràcia de Barcelona i la plaça del Monestir de Montserrat, en un màxim de 19 hores. Es tracta d'un recorregut amb una distància de 62,6 quilòmetres, un desnivell positiu de 2.538 metres i un desnivell negatiu de 2.130 metres. Després de la sortida de la Vila de Gràcia, l'itinerari transcorre per Santa Creu d'Olorda, El Papiol, Ca n'Oliveró, Ullastrell, Coll d'Olesa, Pla del Fideuer, Aeri de Montserrat i, finalment Montserrat.